# Jack Johnson (Musiker)/Diskografie
Diese Diskografie ist eine Übersicht über die musikalischen Werke des US-amerikanischen Singer-Songwriters Jack Johnson. Den Schallplattenauszeichnungen zufolge hat er bisher mehr als 24,9 Millionen Tonträger verkauft, davon alleine in seiner Heimat über 10,6 Millionen. Seine erfolgreichste Veröffentlichung ist das Studioalbum In Between Dreams mit über 5,2 Millionen verkauften Einheiten.

## Alben

### Studioalben
| Jahr | Titel Musiklabel                                   | Höchstplatzierung, Gesamtwochen, AuszeichnungChartplatzierungen (Jahr, Titel, Musiklabel, Platzierungen, Wochen, Auszeichnungen, Anmerkungen) | Höchstplatzierung, Gesamtwochen, AuszeichnungChartplatzierungen (Jahr, Titel, Musiklabel, Platzierungen, Wochen, Auszeichnungen, Anmerkungen) | Höchstplatzierung, Gesamtwochen, AuszeichnungChartplatzierungen (Jahr, Titel, Musiklabel, Platzierungen, Wochen, Auszeichnungen, Anmerkungen) | Höchstplatzierung, Gesamtwochen, AuszeichnungChartplatzierungen (Jahr, Titel, Musiklabel, Platzierungen, Wochen, Auszeichnungen, Anmerkungen) | Höchstplatzierung, Gesamtwochen, AuszeichnungChartplatzierungen (Jahr, Titel, Musiklabel, Platzierungen, Wochen, Auszeichnungen, Anmerkungen) | Anmerkungen                                                  |
| Jahr | Titel Musiklabel                                   | DE | AT | CH | UK | US | Anmerkungen                                                  |
| ---- | -------------------------------------------------- | --- | --- | --- | --- | --- | ------------------------------------------------------------ |
| 2001 | Brushfire Fairytales Enjoy Records (UMG)           | — | — | — | UK36 Gold · (32 Wo.)UK | US34 Platin · (59 Wo.)US | Erstveröffentlichung: 1. Februar 2001 Verkäufe: + 1.770.000  |
| 2003 | On and On The Moonshine Conspiracy Records (UMG)   | DE88 Platin · (2 Wo.)DE | AT50 (5 Wo.)AT | CH62 (12 Wo.)CH | UK30 Platin · (36 Wo.)UK | US3 Platin · (55 Wo.)US | Erstveröffentlichung: 6. Mai 2003 Verkäufe: + 2.255.000      |
| 2005 | In Between Dreams Brushfire Records (UMG)          | DE7 ×3Dreifachgold · (71 Wo.)DE | AT13 Gold · (44 Wo.)AT | CH8 Gold · (66 Wo.)CH | UK1 ×5Fünffachplatin · (97 Wo.)UK | US2 ×2Doppelplatin · (108 Wo.)US | Erstveröffentlichung: 28. Februar 2005 Verkäufe: + 5.310.000 |
| 2008 | Sleep Through the Static Brushfire Records (UMG)   | DE2 Gold · (29 Wo.)DE | AT3 Gold · (15 Wo.)AT | CH2 Gold · (20 Wo.)CH | UK1 Gold · (17 Wo.)UK | US1 Platin · (65 Wo.)US | Erstveröffentlichung: 1. Februar 2008 Verkäufe: + 1.687.500  |
| 2010 | To the Sea Brushfire Records (UMG)                 | DE4 Gold · (16 Wo.)DE | AT4 (17 Wo.)AT | CH1 Gold · (18 Wo.)CH | UK1 Gold · (10 Wo.)UK | US1 Gold · (31 Wo.)US | Erstveröffentlichung: 1. Juni 2010 Verkäufe: + 872.500       |
| 2013 | From Here to Now to You Brushfire Records (UMG)    | DE9 (5 Wo.)DE | AT5 (6 Wo.)AT | CH5 (8 Wo.)CH | UK7 Silber · (3 Wo.)UK | US1 (25 Wo.)US | Erstveröffentlichung: 17. September 2013 Verkäufe: + 212.500 |
| 2017 | All the Light Above It Too Brushfire Records (UMG) | DE24 (2 Wo.)DE | AT27 (1 Wo.)AT | CH7 (4 Wo.)CH | UK46 (1 Wo.)UK | US5 (2 Wo.)US | Erstveröffentlichung: 8. September 2017                      |
| 2022 | Meet the Moonlight Brushfire Records (UMG)         | DE45 (2 Wo.)DE | AT58 (1 Wo.)AT | CH11 (4 Wo.)CH | — | US47 (1 Wo.)US | Erstveröffentlichung: 24. Juni 2022                          |

### Livealben
| Jahr | Titel Musiklabel                                        | Höchstplatzierung, Gesamtwochen, AuszeichnungChartplatzierungen (Jahr, Titel, Musiklabel, Platzierungen, Wochen, Auszeichnungen, Anmerkungen) | Höchstplatzierung, Gesamtwochen, AuszeichnungChartplatzierungen (Jahr, Titel, Musiklabel, Platzierungen, Wochen, Auszeichnungen, Anmerkungen) | Höchstplatzierung, Gesamtwochen, AuszeichnungChartplatzierungen (Jahr, Titel, Musiklabel, Platzierungen, Wochen, Auszeichnungen, Anmerkungen) | Höchstplatzierung, Gesamtwochen, AuszeichnungChartplatzierungen (Jahr, Titel, Musiklabel, Platzierungen, Wochen, Auszeichnungen, Anmerkungen) | Höchstplatzierung, Gesamtwochen, AuszeichnungChartplatzierungen (Jahr, Titel, Musiklabel, Platzierungen, Wochen, Auszeichnungen, Anmerkungen) | Anmerkungen                             |
| Jahr | Titel Musiklabel                                        | DE | AT | CH | UK | US | Anmerkungen                             |
| ---- | ------------------------------------------------------- | --- | --- | --- | --- | --- | --------------------------------------- |
| 2009 | En Concert Brushfire Records (UMG)                      | DE57 (1 Wo.)DE | AT26 (2 Wo.)AT | CH72 (1 Wo.)CH | — | US11 (16 Wo.)US | Erstveröffentlichung: 23. Oktober 2009  |
| 2012 | Best of Kokua Festival Brushfire Records (UMG)          | — | — | — | — | US12 (5 Wo.)US | Erstveröffentlichung: 13. April 2012    |
| 2013 | Live at Third Man Records Third Man Records (Third Man) | — | — | — | — | — | Erstveröffentlichung: 29. November 2013 |

### Kompilationen
| Jahr | Titel Musiklabel                         | Anmerkungen                             |
| ---- | ---------------------------------------- | --------------------------------------- |
| 2018 | The Essentials Brushfire Records (UMG)   | Erstveröffentlichung: 4. Juli 2018      |
| 2023 | Jack Johnson’s Holiday Jams Selbstverlag | Erstveröffentlichung: 16. Dezember 2023 |

### Remixalben
| Jahr | Titel Musiklabel                                          | Höchstplatzierung, Gesamtwochen, AuszeichnungChartplatzierungen (Jahr, Titel, Musiklabel, Platzierungen, Wochen, Auszeichnungen, Anmerkungen) | Höchstplatzierung, Gesamtwochen, AuszeichnungChartplatzierungen (Jahr, Titel, Musiklabel, Platzierungen, Wochen, Auszeichnungen, Anmerkungen) | Höchstplatzierung, Gesamtwochen, AuszeichnungChartplatzierungen (Jahr, Titel, Musiklabel, Platzierungen, Wochen, Auszeichnungen, Anmerkungen) | Höchstplatzierung, Gesamtwochen, AuszeichnungChartplatzierungen (Jahr, Titel, Musiklabel, Platzierungen, Wochen, Auszeichnungen, Anmerkungen) | Höchstplatzierung, Gesamtwochen, AuszeichnungChartplatzierungen (Jahr, Titel, Musiklabel, Platzierungen, Wochen, Auszeichnungen, Anmerkungen) | Anmerkungen                              |
| Jahr | Titel Musiklabel                                          | DE | AT | CH | UK | US | Anmerkungen                              |
| ---- | --------------------------------------------------------- | --- | --- | --- | --- | --- | ---------------------------------------- |
| 2008 | Sleep Through the Static: Remixed Brushfire Records (UMG) | — | — | — | — | US118 (1 Wo.)US | Erstveröffentlichung: 23. September 2008 |

### Soundtracks
| Jahr | Titel                                                                          | Höchstplatzierung, Gesamtwochen, AuszeichnungChartplatzierungen (Jahr, Titel, Platzierungen, Wochen, Auszeichnungen, Anmerkungen) | Höchstplatzierung, Gesamtwochen, AuszeichnungChartplatzierungen (Jahr, Titel, Platzierungen, Wochen, Auszeichnungen, Anmerkungen) | Höchstplatzierung, Gesamtwochen, AuszeichnungChartplatzierungen (Jahr, Titel, Platzierungen, Wochen, Auszeichnungen, Anmerkungen) | Höchstplatzierung, Gesamtwochen, AuszeichnungChartplatzierungen (Jahr, Titel, Platzierungen, Wochen, Auszeichnungen, Anmerkungen) | Höchstplatzierung, Gesamtwochen, AuszeichnungChartplatzierungen (Jahr, Titel, Platzierungen, Wochen, Auszeichnungen, Anmerkungen) | Anmerkungen                                                 |
| Jahr | Titel                                                                          | DE | AT | CH | UK | US | Anmerkungen                                                 |
| ---- | ------------------------------------------------------------------------------ | --- | --- | --- | --- | --- | ----------------------------------------------------------- |
| 2006 | Sing-A-Longs and Lullabies for the Film Curious George Brushfire Records (UMG) | DE3 Platin · (30 Wo.)DE | AT3 (29 Wo.)AT | CH2 Platin · (32 Wo.)CH | UK15 Gold · (37 Wo.)UK | US1 (44 Wo.)US | Erstveröffentlichung: 7. Februar 2006 Verkäufe: + 1.605.000 |

### EPs
| Jahr | Titel Musiklabel                                                              | Höchstplatzierung, Gesamtwochen, AuszeichnungChartplatzierungen (Jahr, Titel, Musiklabel, Platzierungen, Wochen, Auszeichnungen, Anmerkungen) | Höchstplatzierung, Gesamtwochen, AuszeichnungChartplatzierungen (Jahr, Titel, Musiklabel, Platzierungen, Wochen, Auszeichnungen, Anmerkungen) | Höchstplatzierung, Gesamtwochen, AuszeichnungChartplatzierungen (Jahr, Titel, Musiklabel, Platzierungen, Wochen, Auszeichnungen, Anmerkungen) | Höchstplatzierung, Gesamtwochen, AuszeichnungChartplatzierungen (Jahr, Titel, Musiklabel, Platzierungen, Wochen, Auszeichnungen, Anmerkungen) | Höchstplatzierung, Gesamtwochen, AuszeichnungChartplatzierungen (Jahr, Titel, Musiklabel, Platzierungen, Wochen, Auszeichnungen, Anmerkungen) | Anmerkungen                                                    |
| Jahr | Titel Musiklabel                                                              | DE | AT | CH | UK | US | Anmerkungen                                                    |
| ---- | ----------------------------------------------------------------------------- | --- | --- | --- | --- | --- | -------------------------------------------------------------- |
| 2004 | Some Live Songs Brushfire Records (UMG)                                       | — | — | — | — | — | Erstveröffentlichung: 2004 mit G. Love & Donovan Frankenreiter |
| 2005 | Sessions@AOL Selbstverlag                                                     | — | — | — | — | — | Erstveröffentlichung: 2005                                     |
| 2014 | From Here to Now to You Live Brushfire Records (UMG)                          | — | — | — | — | US35 (1 Wo.)US | Erstveröffentlichung: 22. April 2014                           |
| 2018 | Sunsets For Somebody Else & Big Sur (Brasil Versions) Brushfire Records (UMG) | — | — | — | — | — | Erstveröffentlichung: 28. Oktober 2018 feat. Rogê              |

## Singles
| Jahr | Titel Album                                                             | Höchstplatzierung, Gesamtwochen, AuszeichnungChartplatzierungen (Jahr, Titel, Album, Platzierungen, Wochen, Auszeichnungen, Anmerkungen) | Höchstplatzierung, Gesamtwochen, AuszeichnungChartplatzierungen (Jahr, Titel, Album, Platzierungen, Wochen, Auszeichnungen, Anmerkungen) | Höchstplatzierung, Gesamtwochen, AuszeichnungChartplatzierungen (Jahr, Titel, Album, Platzierungen, Wochen, Auszeichnungen, Anmerkungen) | Höchstplatzierung, Gesamtwochen, AuszeichnungChartplatzierungen (Jahr, Titel, Album, Platzierungen, Wochen, Auszeichnungen, Anmerkungen) | Höchstplatzierung, Gesamtwochen, AuszeichnungChartplatzierungen (Jahr, Titel, Album, Platzierungen, Wochen, Auszeichnungen, Anmerkungen) | Anmerkungen                                                            |
| Jahr | Titel Album                                                             | DE | AT | CH | UK | US | Anmerkungen                                                            |
| ---- | ----------------------------------------------------------------------- | --- | --- | --- | --- | --- | ---------------------------------------------------------------------- |
| 2002 | Flake Brushfire Fairytales                                              | — | — | — | — | US73 (17 Wo.)US | Erstveröffentlichung: Juli 2002 Verkäufe: + 105.000                    |
| 2003 | The Horizon Has Been Defeated On and On                                 | — | — | — | — | — | Erstveröffentlichung: 7. April 2003                                    |
| 2004 | Taylor On and On                                                        | — | — | — | — | — | Erstveröffentlichung: 2004 Verkäufe: + 140.000                         |
| 2005 | Sitting, Waiting, Wishing In Between Dreams                             | DE82 (9 Wo.)DE | AT51 (3 Wo.)AT | — | UK65 Silber · (6 Wo.)UK | US66 Gold · (19 Wo.)US | Erstveröffentlichung: 25. März 2005 Verkäufe: + 1.120.000              |
| 2005 | Good People In Between Dreams                                           | — | — | — | UK50 Silber · (4 Wo.)UK | US— GoldUS | Erstveröffentlichung: Juni 2005 Verkäufe: + 880.000                    |
| 2005 | Breakdown In Between Dreams                                             | — | — | — | UK73 (4 Wo.)UK | — | Erstveröffentlichung: 19. September 2005 Verkäufe: + 110.000           |
| 2006 | Better Together In Between Dreams                                       | DE— GoldDE | — | — | UK24 ×2Doppelplatin · (11 Wo.)UK | — | Erstveröffentlichung: 1. Januar 2006 Verkäufe: + 2.985.000             |
| 2006 | Upside Down Sing-A-Longs and Lullabies for the Film Curious George      | DE54 Gold · (10 Wo.)DE | AT36 (17 Wo.)AT | — | UK30 Gold · (15 Wo.)UK | US38 Platin · (20 Wo.)US | Erstveröffentlichung: 24. Februar 2006 Verkäufe: + 2.175.000           |
| 2006 | Talk of the Town Sing-A-Longs and Lullabies for the Film Curious George | — | — | — | — | — | Erstveröffentlichung: 28. Juli 2006                                    |
| 2007 | Imagine Instant Karma                                                   | — | — | — | — | US90 (2 Wo.)US | Erstveröffentlichung: Juni 2007                                        |
| 2007 | If I Had Eyes Sleep Through the Static                                  | DE67 (9 Wo.)DE | AT37 (8 Wo.)AT | CH30 (13 Wo.)CH | UK60 (4 Wo.)UK | US47 (11 Wo.)US | Erstveröffentlichung: 11. Dezember 2007 Verkäufe: + 105.000            |
| 2008 | Hope Sleep Through the Static                                           | — | — | — | — | — | Erstveröffentlichung: 14. April 2008                                   |
| 2010 | You and Your Heart To the Sea                                           | DE64 (9 Wo.)DE | AT21 (20 Wo.)AT | CH23 (12 Wo.)CH | — | US20 (4 Wo.)US | Erstveröffentlichung: 5. April 2010 Verkäufe: + 70.000                 |
| 2011 | In the Morning –                                                        | — | — | — | — | — | Erstveröffentlichung: 1. November 2011                                 |
| 2013 | I Got You From Here to Now to You                                       | — | — | — | — | US89 (1 Wo.)US | Erstveröffentlichung: 10. Juni 2013 Verkäufe: + 210.000                |
| 2017 | My Mind Is for Sale All the Light Above It Too                          | — | — | — | — | — | Erstveröffentlichung: 14. Juli 2017 Verkäufe: + 20.000                 |
| 2018 | Willie Got Me Stoned –                                                  | — | — | — | — | — | Erstveröffentlichung: 20. April 2020                                   |
| 2019 | New Axe –                                                               | — | — | — | — | — | Erstveröffentlichung: 8. November 2019                                 |
| 2020 | Don’t Let Me Down –                                                     | — | — | — | — | — | Erstveröffentlichung: 1. Mai 2020 Verkäufe: + 40.000; mit Milky Chance |
| 2020 | The Captain Is Drunk –                                                  | — | — | — | — | — | Erstveröffentlichung: 4. Dezember 2020                                 |

## Videoalben
| Jahr | Titel Musiklabel       | Höchstplatzierung, Gesamtwochen, AuszeichnungChartplatzierungen (Jahr, Titel, Musiklabel, Platzierungen, Wochen, Auszeichnungen, Anmerkungen) | Höchstplatzierung, Gesamtwochen, AuszeichnungChartplatzierungen (Jahr, Titel, Musiklabel, Platzierungen, Wochen, Auszeichnungen, Anmerkungen) | Höchstplatzierung, Gesamtwochen, AuszeichnungChartplatzierungen (Jahr, Titel, Musiklabel, Platzierungen, Wochen, Auszeichnungen, Anmerkungen) | Höchstplatzierung, Gesamtwochen, AuszeichnungChartplatzierungen (Jahr, Titel, Musiklabel, Platzierungen, Wochen, Auszeichnungen, Anmerkungen) | Höchstplatzierung, Gesamtwochen, AuszeichnungChartplatzierungen (Jahr, Titel, Musiklabel, Platzierungen, Wochen, Auszeichnungen, Anmerkungen) | Anmerkungen                         |
| Jahr | Titel Musiklabel       | DE | AT | CH | UK | US | Anmerkungen                         |
| ---- | ---------------------- | --- | --- | --- | --- | --- | ----------------------------------- |
| 2003 | The September Sessions | — | — | — | — | — | Erstveröffentlichung: 6. April 2003 |
| 2005 | A Weekend at the Greek | — | — | — | UK32 (13 Wo.)UK | — | Erstveröffentlichung: 2005          |

## Promoveröffentlichungen
| Jahr | Titel Album                      | Anmerkungen                                   |
| ---- | -------------------------------- | --------------------------------------------- |
| 2000 | Bubble Toes Brushfire Fairytales | Erstveröffentlichung: 2000 Verkäufe: + 40.000 |
| 2003 | Wasting Time On and On           | Erstveröffentlichung: 2003 Verkäufe: + 40.000 |
| 2010 | At or With Me To the Sea         | Erstveröffentlichung: 2010                    |
| 2013 | Radiate From Here to Now to You  | Erstveröffentlichung: 2013                    |

## Statistik

### Chartauswertung
|                     | DE    | AT    | CH    | UK    | US     |
| ------------------- | ----- | ----- | ----- | ----- | ------ |
| Nummer-eins-Alben   | DE—DE | AT—AT | CH1CH | UK3UK | US4US  |
| Top-10-Alben        | DE5DE | AT4AT | CH6CH | UK4UK | US7US  |
| Alben in den Charts | DE9DE | AT9AT | CH9CH | UK8UK | US13US |

|                       | DE    | AT    | CH    | UK    | US    |
| --------------------- | ----- | ----- | ----- | ----- | ----- |
| Nummer-eins-Singles   | DE—DE | AT—AT | CH—CH | UK—UK | US—US |
| Top-10-Singles        | DE—DE | AT—AT | CH—CH | UK—UK | US—US |
| Singles in den Charts | DE4DE | AT4AT | CH2CH | UK6UK | US7US |

|                          | DE    | AT    | CH    | UK    | US    |
| ------------------------ | ----- | ----- | ----- | ----- | ----- |
| Nummer-eins-Videoalben   | DE—DE | AT—AT | CH—CH | UK—UK | US—US |
| Top-10-Videoalben        | DE—DE | AT—AT | CH—CH | UK—UK | US—US |
| Videoalben in den Charts | DE—DE | AT—AT | CH—CH | UK1UK | US—US |

### Auszeichnungen für Musikverkäufe
| Land/RegionAuszeichnungen für Musikverkäufe (Land/Region, Auszeichnungen, Verkäufe, Quellen) | Silber     | Gold       | Platin         | Verkäufe    | Quellen                           |
| -------------------------------------------------------------------------------------------- | ---------- | ---------- | -------------- | ----------- | --------------------------------- |
| Argentinien (CAPIF)                                                                          | —          | —          | Platin1        | 40.000      | capif.org.ar                      |
| Australien (ARIA)                                                                            | —          | 9× Gold9   | 36× Platin36   | 2.807.500   | aria.com.au                       |
| Belgien (BRMA)                                                                               | —          | Gold1      | —              | 25.000      | ultratop.be                       |
| Brasilien (PMB)                                                                              | —          | 9× Gold9   | 8× Platin8     | 705.000     | pro-musicabr.org.br               |
| Dänemark (IFPI)                                                                              | —          | 2× Gold2   | 8× Platin8     | 400.000     | ifpi.dk                           |
| Deutschland (BVMI)                                                                           | —          | 5× Gold5   | 3× Platin3     | 1.200.000   | musikindustrie.de                 |
| Europa (IFPI)                                                                                | —          | —          | 2× Platin2     | (2.000.000) | ifpi.org                          |
| Frankreich (SNEP)                                                                            | —          | Gold1      | —              | 75.000      | snepmusique.com                   |
| Irland (IRMA)                                                                                | —          | Gold1      | 2× Platin2     | 37.500      | irishcharts.ie                    |
| Italien (FIMI)                                                                               | —          | 2× Gold2   | —              | 60.000      | fimi.it                           |
| Japan (RIAJ)                                                                                 | —          | 3× Gold3   | —              | 300.000     | riaj.or.jp                        |
| Kanada (MC)                                                                                  | —          | 8× Gold8   | 26× Platin26   | 2.640.000   | musiccanada.com                   |
| Neuseeland (RMNZ)                                                                            | —          | 2× Gold2   | 32× Platin32   | 720.000     | aotearoamusiccharts.co.nz NZ2 NZ3 |
| Niederlande (NVPI)                                                                           | —          | Gold1      | —              | 35.000      | nvpi.nl                           |
| Österreich (IFPI)                                                                            | —          | 2× Gold2   | —              | 25.000      | ifpi.at                           |
| Portugal (AFP)                                                                               | —          | Gold1      | 2× Platin2     | 40.000      | Einzelnachweise                   |
| Schweiz (IFPI)                                                                               | —          | 3× Gold3   | Platin1        | 80.000      | hitparade.ch                      |
| Spanien (Promusicae)                                                                         | —          | Gold1      | Platin1        | 90.000      | elportaldemusica.es               |
| Vereinigte Staaten (RIAA)                                                                    | —          | 5× Gold5   | 9× Platin9     | 10.600.000  | riaa.com                          |
| Vereinigtes Königreich (BPI)                                                                 | 3× Silber3 | 4× Gold4   | 10× Platin10   | 5.060.000   | bpi.co.uk                         |
| Insgesamt                                                                                    | 3× Silber3 | 60× Gold60 | 141× Platin141 |             |                                   |